# Delnooplaščena krogla z mehko konico
Delnooplaščena krogla z mehko konico (angleško Soft point bullet, tudi Jacketed, Soft Point; kratica JSP) je primer delno oploščene krogle, ki je po navadi svinčena s bakrovim ali medeninastim plaščem. Slednji ne prekrije popolnoma (le delno) krogle, tako da konica krogle ostane neoplaščena.
Krogla je zasnovana podobno kot delnooplaščena krogla z votlo konico, da se razširi po udarcu v tarčo, a se zaradi lastnosti svinca razširja mnogo počasneje kot krogla z votlo konico.
Ker se je s haaškimi konvencijami leta 1899 in 1907 prepovedala uporaba razširjajočih krogel za vojaške (vojne) namene, se danes take krogle uporabljajo predvsem za lov oz. policijske namene.